# Вирно, Паоло
Паоло Вирно (итал. Paolo Virno) (род. 1952[…], Неаполь) — итальянский философ, семиолог и важный деятель итальянского марксистского движения. Был участником антисистемных социальных движений и нелегальных организаций в течение 1960-х и 1970-х годов, в 1979 году был арестован и посажен в тюрьму по обвинению в принадлежности к Красным бригадам. Провёл несколько лет в тюрьме, был оправдан, после чего организовал журнал Luogo Comune с целью продвигать политические идеи, которые он разрабатывал в заключении. В настоящее время преподаёт в Университете Рим 3 в должности ассистента на факультете литературы и философии, что на современной Виа Остиенсе.

## «Грамматика множества»
Паоло Вирно  известен прежде всего своей работой «Грамматика множества: к анализу форм современной жизни» (2001), представляющей собой результат прочитанных в Университете Калабрии лекций.
Вирно развивает реактулизированный Антонио Негри концепт множества. Согласно Негри, множество — это возникающий в глобальном масштабе активный политический субъект, группа людей, которых нельзя отнести к какой-либо категории, за исключением факта их совместного существования.  Появление понятия множества связано с кризисом государства как политической формы и сопутствующего ему понятия народа. Множество подразумевает новый тип общественного производства, основанный на знании и языковой коммуникации:164.
Вирно реконструирует его генеалогию, отмечая конкуренцию в XVII веке «народа» («populus») Гоббса и «множества» («multitude») Спинозы. По мнению Вирно, существовавшие в дальнейшем в политической мысли оппозиции  публичное / частное, индивидуальное / коллективное были следами дебатов XVII века.
Современное проявление множества как формы жизни выражается в «отсутствии корней», мобильности, неопределенности, тревоги и поиска безопасности.  При этом Вирно переосмысляет хайдеггеровские понятия страха и тревоги применительно к современности: эти аффекты становятся постоянными атрибутами социальной жизни:161—163.
Для анализа рациональности множества Вирно трактует Маркса в русле понятия «общий интеллект» («General Intellect»). Общий интеллект создает особый вид негосударственного публичного пространства  по сути есть «живой труд», который включает интеллект, язык и коммуникацию. Важность данных элементов в современной жизни  приводит к созданию нового типа труда: Вирно вводит понятие виртуозности , что означает, в том числе, смешение границ между такими явлениями, как производство, творчество и политика. Труд остается материальным, однако его продукт приобретает нематериальный характер.
Выработка новых моделей коммуникации осуществляется множеством с помощью феномена обычной «болтовни», а адаптация к изменениям условия труда происходит через «любопытство» (оба термина заимствуются у Хайдеггера):170.
Множество у Вирно противопоставляется как классической либеральной трактовке индивида, так и современным фукианским подходам. В отличие от либерализма, сингулярное (личностное) измерение есть результат доиндивидуальной реальности (чувства, моторные схемы, перцептивные возможности). Обращаясь к Марксу, Вирно по-своему отвечает на вопрос о причинах фукианских властных стратегий. Властный интерес к жизни (в виде биополитики) возникает из-за базового свойства «живого труда» (рабочей силы), а именно потенции к труду. «Живой труд» как проявление жизни является антитезой «мертвому труду», то есть овеществлению рабочей силы в продукте производства. Сама человеческая жизнь есть носитель это потенции, и именно поэтому она становится объектом властных стратегий:167—169.